# 荆角土家族乡
荆角土家族乡是中华人民共和国贵州省铜仁市德江县下辖的一个民族乡。

## 行政区划
荆角土家族乡下辖以下村级行政区划单位：
荆角社区、茶寨村、茶山村、柏杨村、牛角村、白果村、杉树村、尖山村、训山村、岩砥村、青球村、燕子村、角口村、官林村、新坑村和水溪村。